# الإجهاض في بوتسوانا
الإجهاض في بوتسوانا قانوني فقط إذا كان الإجهاض سينقذ حياة المرأة، أو إذا كان الحمل يشكل خطرًا جسيمًا على صحة المرأة الجسدية أو العقلية, أو إذا كان نتيجة الاغتصاب أو زنا المحارم. في بوتسوانا, يجب إجراء عمليات الإجهاض التي تفي بهذه المتطلبات خلال الأسابيع الستة عشر الأولى من الحمل في مستشفى حكومي ويجب أن يوافق عليها طبيبان.

## تأثير قوانين الإجهاض المقيدة
على الرغم من الاعتراف بأن النساء في بوتسوانا يتمتعن ببعض أفضل سبل الوصول إلى عمليات الإجهاض في أفريقيا جنوب الصحراء الكبرى بسبب هذه الاستثناءات، إلا أن العديد من النساء ما زلن يلجأن إلى الإجهاض غير الآمن والإجهاض الذاتي، مما يؤدي عادة إلى وفاة الأمهات.

## التأثيرات الاجتماعية والثقافية على الإجهاض
في بوتسوانا لا تزال العديد من العائلات تتبع عادة اللوبولو، حيث يدفع الرجال لعائلة المرأة لكي يتخذوها عروسًا. وقد أدى ذلك إلى وجود توقع بأن الأزواج قد دفعوا ثمن أجساد زوجاتهم وامتلكوها، بما في ذلك حقوقهم الإنجابية. على الرغم من أن هذا الشعور قد يؤدي إلى الحمل الناتج عن الاغتصاب, فمن غير المرجح أن توافق المستشفيات والعيادات على حالات الاغتصاب الزوجي لتبرير الإجهاض، حيث تشير الأعراف الثقافية إلى أن الأزواج يحق لهم الحصول على أجساد زوجاتهم.